# Dub v Zahrádce
Dub v Zahrádce je památný strom u vsi Zahrádka severovýchodně od Nepomuku. Dub letní (Quercus robur) roste v křovinaté mezi se stromy mezi loukami u silnice mezi Zahrádkou a Čížkovem v nadmořské výšce 475 m. Obvod jeho kmenu je 400 cm a strom je vysoký 23 m (měření 2003). Chráněn je od roku 2000 pro svůj vzrůst, estetickou hodnotu a jako připomínka historické události.

## Stromy v okolí
- Lípa u Moravců
- Lípa u Palackých
- Lípa v Čížkově